# Гуцуляк Михайло Максимович
Михайло Максимович Гуцуляк (31 жовтня 1888, с. Воскресинці (Коломийський район), Коломийський р-н, Івано-Франківської обл. — 18 грудня 1946, с. Келихів, Снятинський район Івано-Фрпанківської обл.) — український дитячий письменник, педагог, поручник УГА.

## Життєпис
Народився в сім'ї хлібороба Максима Гуцуляка та Тетяни Якимівни Гринюк (дочка сільського війта, який побудував у селі школу, і сестра українських письменників Леся Гринюка, 1883—1911, та Юрія Гринюка, 1892—1934). У них ще були дві дочки — Анастасія (у шлюбі — Гостюк) і Марія. З дитинства був пастухом сільської череди, але проявляв тягу до знань та оволодіння мовами. Всупереч батьківської волі, який бачив у Михайлові продовжувача своєї хліборобської справи, за сприянням брата матері Леся Гринюка пішов вчитися у Коломийську гімназію, заробляв на життя репетиторством. Після її закінчення був призваний до австро-угорського війська. Служив у гуцульському підрозділі цісарської почесної варти у Відні. Вільно володів німецькою та польською мовами.
З початком Першої світової війни — на фронтах в Італії та Славонії, в електробатальйоні. Був двічі поранений. Після демобілізації вступив до Української Галицької Армії, перебував у «чотирикутнику смерті» і перехворів під час епідемії тифу (жовтень-листопад 1919). Після інтернування підрозділів УГА поляками втік з табору полонених.
Як інваліду-комбатанту Першої світової війни польська влада дозволила йому працювати. Вчителював від Товариства «Рідна школа» у селах Снятинського району Задубрівці (1911-1914, 1921-1929), Іллінці (1929-1930) та Келихів (1930-1946). Керував місцевими аматорськими театральними гуртками, був художником-декоратором, був головою місцевих осередків "Просвіти" та представником у Снятинській філії "Просвіти".

## Творчість
Належав до кола авторів журналу «Дзвіночок» (1931—1939), опублікувавши на його сторінках літературні казки: «Повість про князенка Бориса» (1934), «Петрусь шукає княжої корони» (1935, Ч. 39–43) і «Павло Соловей» (1936). Писав також повість про слов'ян-антів, але з приходом в 1939 р. радянської влади на Західну Україну рукопис знищив.
Підтримував приятельські стосунки з письменниками Юрієм Шкрумеляком та Василем Андрійовичем Костащуком (1896—1973), автором книги про В. Стефаника «Володар дум селянських» (він був і хресним батьком його старшого сина Бориса).
Велику домашню бібліотеку (в ній було багато німецькомоних видань) в 1939 р. конфіскувало НКВД.

## Родина

Родина Гуцуляків (Михайло, Килина та їхні діти Борис і Орест), с. Келихів Снятинського району Івано-Франківської області, початок 30-х рр. ХХ ст.

Дружина з 1926 р. — Гуцуляк (до шлюбу Долинюк) Килина Василівна (13 січня 1900, с. Тулова, Снятинщина — 13 березня 1941, похована там само) — вчителька, випускниця Коломийської жіночої вчительської семінарії.
Діти: Гуцуляк Борис Михайлович (17 липня 1927, Задубрівці — 20 листопада 2015, Івано-Франківськ) — український хімік, доктор хімічних наук, професор; Гуцуляк Орест Михайлович (1930—1951), працював продавцем магазину в с. Тулуків, учасник націоналістичного молодіжного підпілля, покінчив зі собою пострілом у скроню під час облави МГБ на мосту між селами Келихів і Зібранівка.
Перед Другою світовою війною родина готувалася до еміграції в Аргентину. На місці колишнього родинного обійстя Гуцуляків у с. Келихів у радянський час встановили пам'ятник односельцям, які загинули в час Другої світової війни.